# Xenomys nelsoni
Xenomys nelsoni (Merriam, 1892) è un roditore della famiglia dei Cricetidi, unica specie del genere Xenomys (Merriam, 1892), endemico del Messico.

## Descrizione

### Dimensioni
Roditore di medie dimensioni, con la lunghezza della testa e del corpo tra 157 e 165 mm, la lunghezza della coda tra 143 e 170 mm, la lunghezza del piede tra 27 e 32 mm, la lunghezza delle orecchie tra 21 e 23 mm e un peso fino a 160 g.

### Caratteristiche craniche e dentarie
Il cranio è corto e presenta una regione inter-orbitale stretta, le creste sopra-orbitali sono ben sviluppate e una bolla timpanica ingrandita. I molari sono grandi e robusti, quelli superiori hanno tre radici ciascuno, quelli inferiori due. Hanno una forma prismatica, la corona è elevata ed appiattita, la superficie occlusiva del terzo molare assume una forma ad S.
Sono caratterizzati dalla seguente formula dentaria:

### Aspetto
L'aspetto è quello di un grosso ratto robusto ricoperto da una pelliccia vellutata. Le parti dorsali variano dal bruno-rossastro al bruno-giallastro chiaro con la base dei peli grigia, più chiaro sulla testa, più brillante sulla groppa e i fianchi, mentre le parti ventrali sono bianco crema. Il muso è appuntito, il labbro superiore e le guance sono bianche. le vibrisse sono nerastre. È presente una macchia biancastra sopra ogni occhio ed una alla base di ogni orecchio. Le orecchie sono relativamente grandi e prive di peli. Il dorso dei piedi è bianco. Le piante hanno dei cuscinetti carnosi ben sviluppati. La coda è più corta della testa e del corpo, è uniformemente bruno-grigiastra scura, rivestita di scaglie e cosparsa di corti peli. Il cariotipo è 2n=24.

## Biologia

### Comportamento
È una specie arboricola e notturna, si rifugia nelle cavità degli alberi ed è attiva da un'ora a un'ora e mezza dopo il tramonto fino alla mezzanotte. Costruisce nidi sferici con fibre vegetali e steli d'erba. Solitamente utilizza latrine situate alle biforcazioni di grossi rami o nelle cavità degli alberi.

### Alimentazione
Si nutre di materiale vegetale come foglie, frutta, noci e semi.

### Riproduzione
Si riproduce alla fine della stagione secca e durante quella delle piogge tra maggio e novembre. Femmine gravide sono state catturate ad agosto e settembre, mentre altre con i loro piccoli sono state osservate a maggio ed agosto. Danno alla luce 1-2 piccoli alla volta. Alla nascita sono ciechi, privi di peluria, rosati e pesano non più di 5 g. 

## Distribuzione e habitat
Questa specie è endemica delle coste occidentali del Messico, in tre località degli stati di Colima e Jalisco.
Vive nelle foreste tropicali decidue e parzialmente decidue fino a 600 metri di altitudine, dove la volta forestale è ben sviluppata e sono presenti grosse quantità di piante rampicanti, utilizzate per muoversi. 

## Conservazione
La IUCN Red List, considerata l'estensione del proprio areale inferiore a 5.000 km, la sua distribuzione seriamente frammentata e il continuo declino nell'estensione e nella qualità del proprio habitat, classifica X.nelsoni come specie in pericolo (EN).